# Teklafalu, Baranya
Teklafalu este un sat în districtul Szigetvár, județul Baranya, Ungaria, având o populație de 330 de locuitori (2011). 

## Demografie
Componența etnică a satului Teklafalu
     Maghiari (77,24%)
     Romi (13,55%)
     Germani (8,4%)
     Croați (0,81%)
Componența confesională a satului Teklafalu
     Romano-catolici (70,91%)
     Fără religie (6,36%)
     Reformați (3,33%)
     Necunoscută (19,39%)
Conform recensământului din 2011, satul Teklafalu avea 330 de locuitori. Din punct de vedere etnic, majoritatea locuitorilor (77,24%) erau maghiari, existând și minorități de romi (13,55%) și germani (8,4%).  Din punct de vedere confesional, majoritatea locuitorilor (70,91%) erau romano-catolici, existând și minorități de persoane fără religie (6,36%) și reformați (3,33%). Pentru 19,39% din locuitori nu este cunoscută apartenența confesională.